# Más Vivi que nunca
Más Vivi que nunca es un programa de televisión de entretenimiento emitido por el canal chileno TV+, conducido por Vivi Kreutzberger. Fue emitido desde el lunes 5 de julio de 2021 hasta el viernes 30 de diciembre de 2022.

## Reseña
Es un programa de entretención conducido por Vivi Kreutzberger y que cuenta con la participación de lunes a viernes de variados panelistas: Daniela Nicolás, Daniel Valenzuela, Jenny Cavallo y Francisca Ayala.
El programa tiene variados y distintos invitados que se integran al programa con dinámicas y juegos con la intención de pasar un buen rato. Es amigable, cercano y cuenta con la participación activa del público a través de Instagram, Facebook y por comentarios por WhatsApp.
La primera temporada del programa se emitió desde el lunes 5 de julio de 2021 al 31 de diciembre de 2021, con un total de 125 capítulos al aire. Una segunda temporada se estrenó en 2022.
El 26 de diciembre de 2022 TV+ anunció el abrupto fin del programa para el 30 de diciembre de ese año.

## Panelistas
- Daniela Nicolás: actriz e influencer chilena.
- Daniel Valenzuela: animador de televisión.
- Jenny Cavallo: actriz, comediante y psicóloga.
- Francisca Ayala: comunicadora, modelo y bailarina
- Ingrid "Peka" Parra: actriz y comediante.
- Julio Jung Duvauchelle: actor y comediante.
- Alonso Quintero: actor.
- Fernando Kliche: actor.
- César Campos: Periodista y animador de televisión.
- Rodrigo "Polaco" Goldberg: exfutbolista, ingeniero comercial y comentarista deportivo.
- Bibi Mandakovic: periodista y panelista de Radio Pudahuel. Conocida como "Doctora Amor".
- Roger Gil: Tiktoker mexicano.
- Romina Denecken: Tiktoker chilena.

## Invitados
El programa también tiene entrevistas a distintos personajes televisivos.  
| Natalia Ducó                  | Rodrigo González  | Jaime Leyton        | Daniella Durán |
| Hotuiti                       | Mauricio Flores   | Rodrigo Muñoz       | Profesor Rosa  |
| Macarena Venegas              | Cathy Mazoyer     | Ignacia Antonia     | Willy Sabor    |
| Doctor Ugarte                 | Blanca Lewin      | León Murillo        | Valeria Ortega |
| Pollo Fuentes                 | Pablo Aguilera    | Felipe Contreras    | Camila Andrade |
| Pato Torres                   | Porotito Verde    | José Miguel Furnaro | Carlos Díaz    |
| Fernando Kliche               | Tati Fernández    | Matías Vega         | Chavito        |
| Cristina Tocco                | Don Francisco     | Kurt Carrera        | Américo        |
| Katty Kowaleczko              | Luis Jara         | Kanela Muñoz        | Eduardo Sáez   |
| Juan Pablo Sáez               | Paula Daza        | Claudio Reyes       | Christell      |
| Daniela Urrizola              | Rodrigo Sepúlveda | Horacio De La Peña  | Pablo Herrera  |
| Agustín Malueda Jr. Pastelito | Bombo Fica        | Francisca Sfeir     | Leo Rey        |
| Claudio Borghi                | Yamila Reyna      | Kika Silva          |                |
| Myriam Hernández              | Álvaro Salas      | Álvaro Sanhueza     |                |
| Mario Guerrero                | Álvaro Morales    | Flaviana Seeling    |                |